# Rankender Lerchensporn
Der Rankende Lerchensporn (Ceratocapnos claviculata (L.) Lidén, Syn.: Corydalis claviculata L.), auch Europäischer Rankenlerchensporn genannt, ist eine Pflanzenart aus der Gattung Rankenlerchensporne (Ceratocapnos) in der Unterfamilie der Erdrauchgewächse (Fumarioideae) innerhalb der Mohngewächse (Papaveraceae).

## Beschreibung

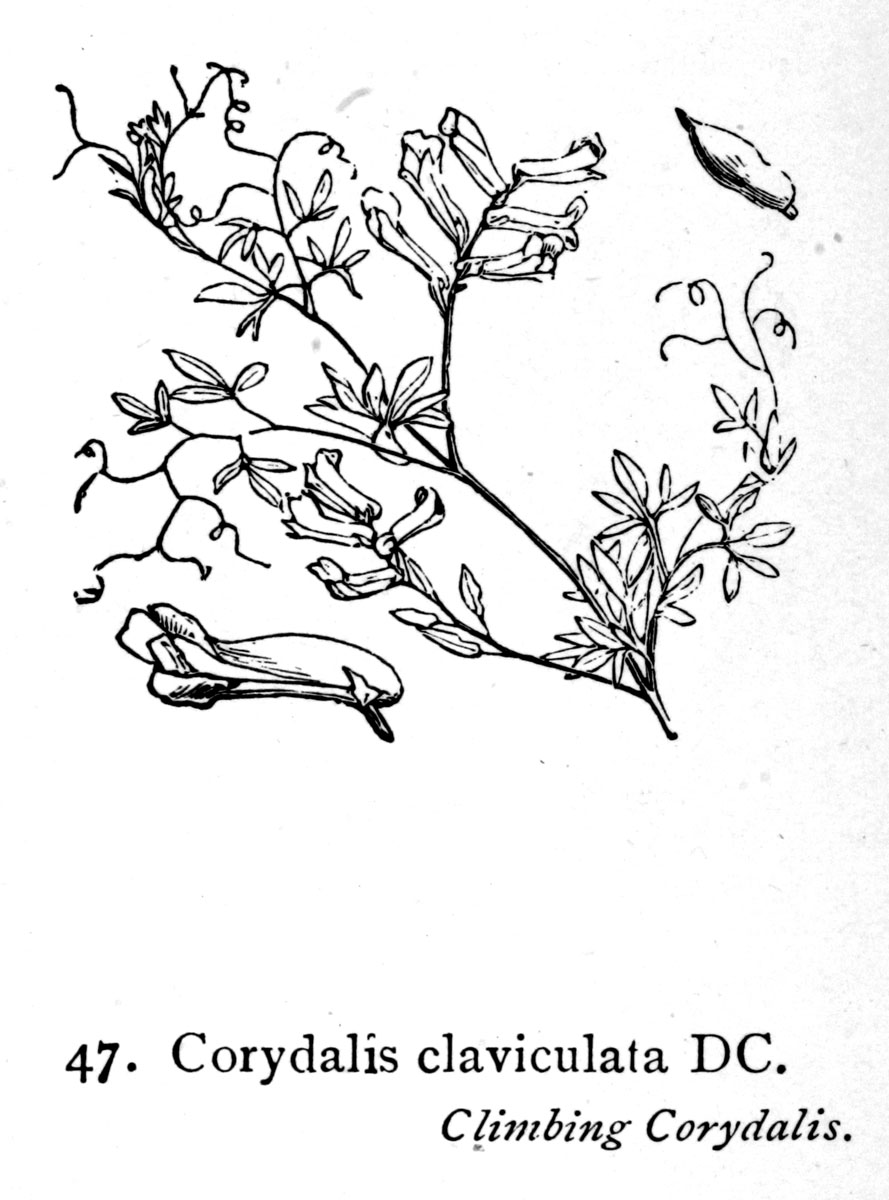
Illustration

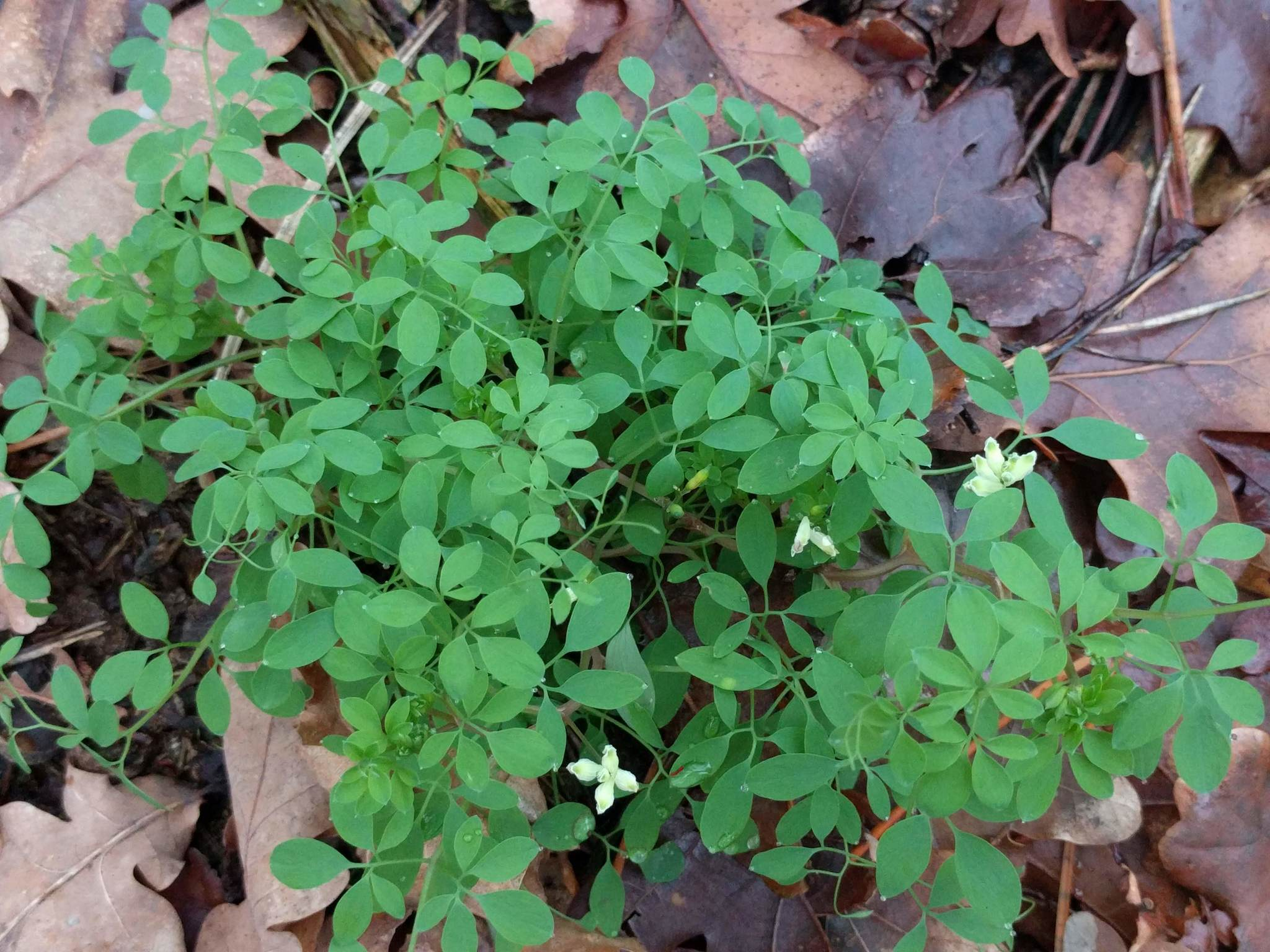
Habitus und Laubblätter

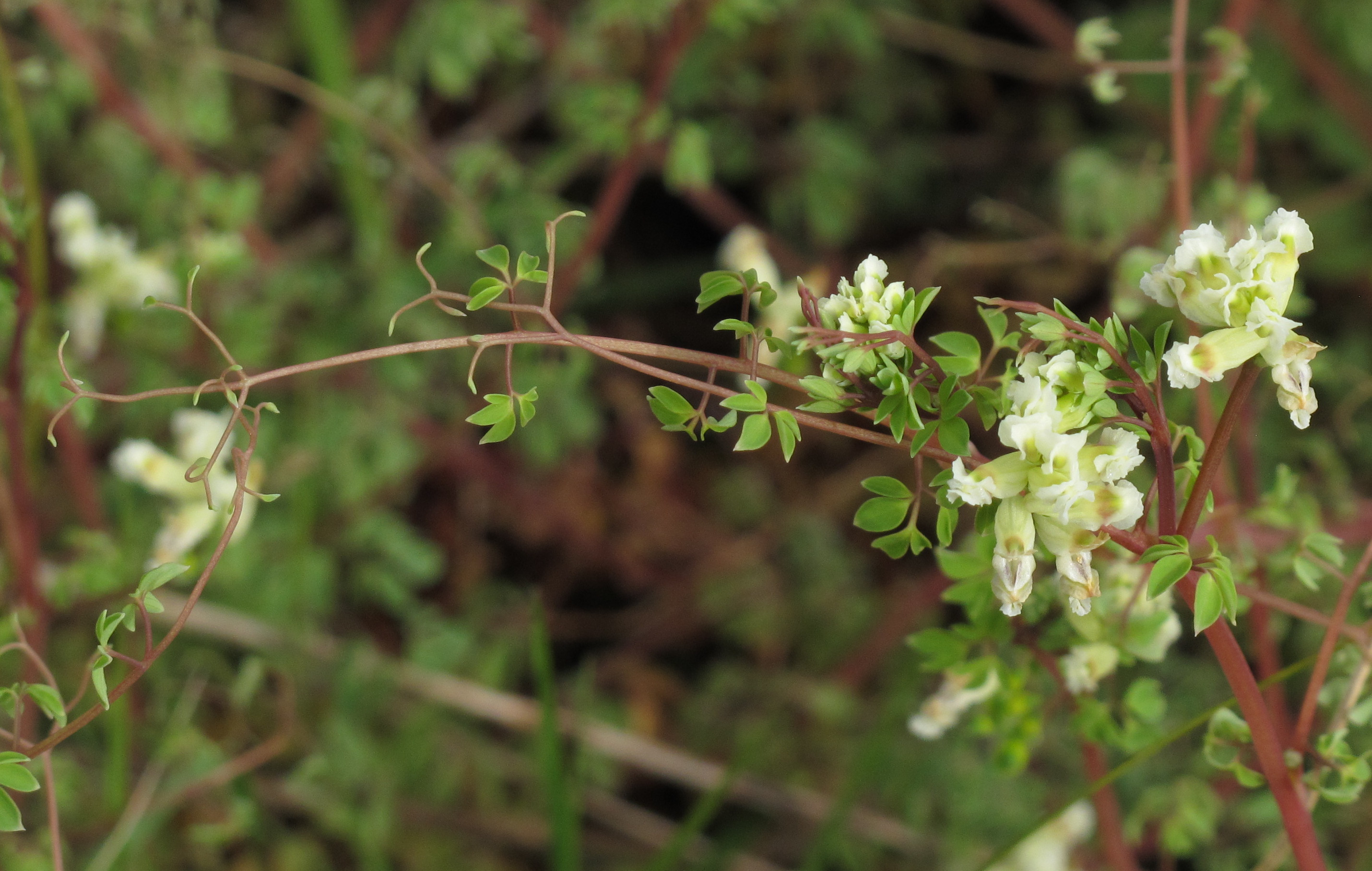
Rankender Lerchensporn auf Spiekeroog

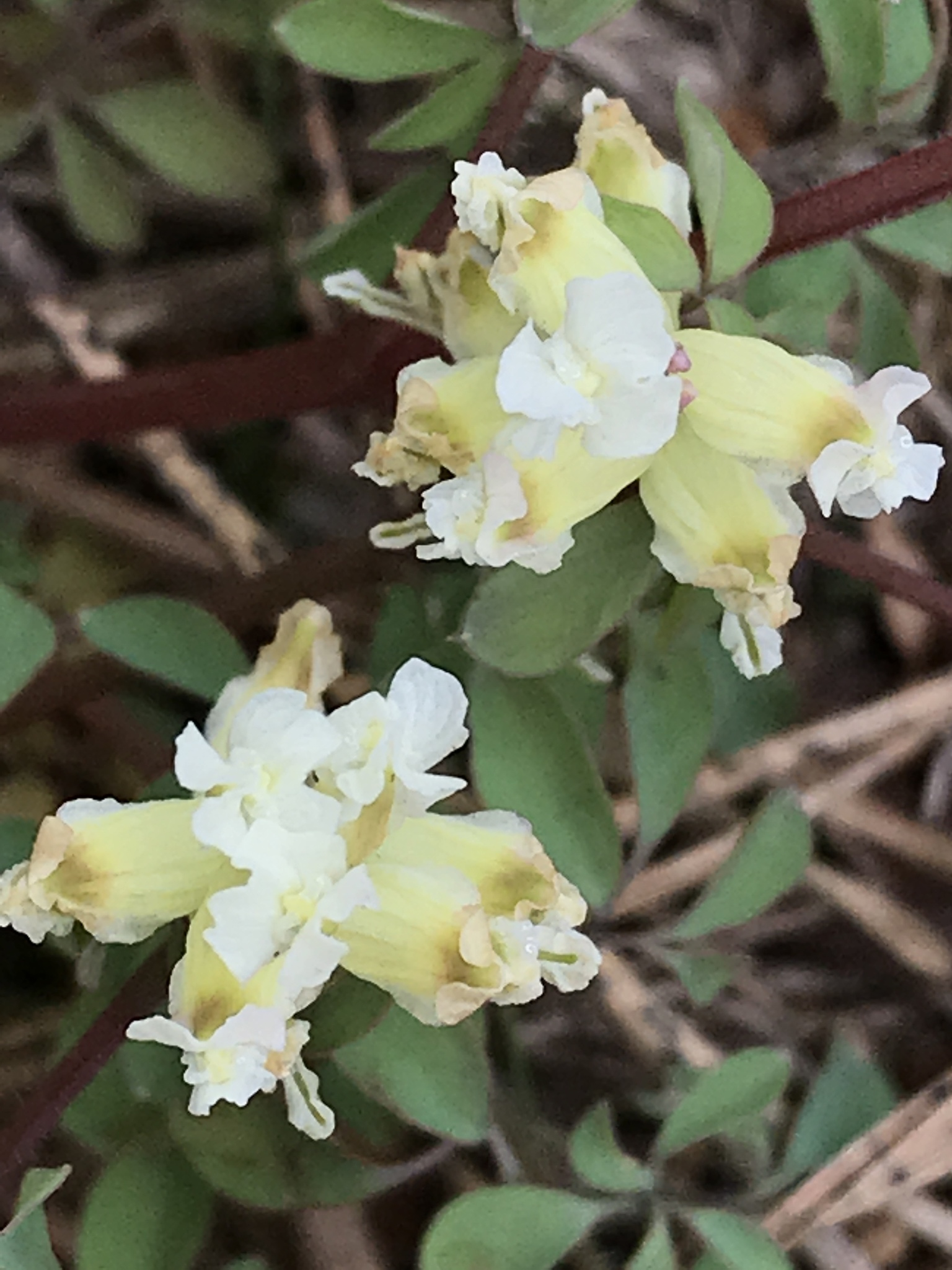
Blütenstände von oben

### Vegetative Merkmale
Der Rankende Lerchensporn wächst als filigrane, einjährige krautige Pflanze. Sie klettert lianenartig mit Hilfe ihrer Ranken zwischen anderen Pflanzen empor und erreicht dabei Wuchslängen von 50 bis 100 Zentimetern. Die Wickelranken haben sich anstelle der obersten Seitenfiedern der mehrfach gefiederten Laubblätter gebildet. Die dünnen Stängel sind vierkantig, kahl und mit langen Internodien.
Die wechselständig angeordneten Laubblätter sind in Blattstiel und -spreite gegliedert. Die Blattspreite ist einfach oder doppelt gefiedert oder doppelt dreizählig. Die Teilblättchen sind länglich-eiförmig, meist spitz und ganzrandig.

### Generative Merkmale
Die Blütezeit reicht von Juni bis September. Wenige (sechs bis zehn) Blüten sind in einem traubigen Blütenstand angeordnet, der den Laubblättern gegenüberzustehen scheint. Die Tragblätter sind bei einer Länge von 1 bis 3 Millimetern länglich-lanzettlich. Die unteren Blütenstiele sind 1 bis 2 Millimeter lang.
Die gelb-weißen, zygomorphen Blüten sind fünf bis 6 Millimeter lang. Der kurze Sporn endet stumpf.
Die Kapselfrucht ist etwa 1 Zentimeter lang und enthält nur ein oder vier Samen. Die Oberfläche der Samen sind glänzend schwarz und netzig-grubig. Bei der Keimung werden zwei Keimblätter entwickelt.
Die Chromosomenzahl beträgt 2n = 32.

## Ökologie
Beim Rankenden Lerchensporn handelt es sich um einen sommergrünen Therophyten. Er wird durch Ameisen ausgebreitet (Myrmekochorie).

## Vorkommen
Der Rankende Lerchensporn ist in Europa atlantisch, also besonders im westlichen Teil verbreitet. Es gibt Fundortangaben für Portugal, Spanien, Frankreich, Großbritannien, Irland, Belgien, die Niederlande, Deutschland, Dänemark, Norwegen sowie Schweden. Innerhalb Deutschlands beschränkt sich das Vorkommen weitgehend auf das nordwestliche Tiefland (namentlich Niedersachsen); darüber hinaus tritt der Rankende Lerchensporn in der Regel nur lokal auf. Eine mögliche Arealausdehnung des Rankenden Lerchensporns ist Gegenstand anhaltender Diskussion.
In den Ellenbergschen Zeigerwerten als „euozeanisch“ (= stark atlantische Art mit nur wenigen Vorposten in Mitteleuropa) eingestuft, hat Ceratocapnos claviculata ihr Areal stellenweise bis ins zentraleuropäische Florengebiet über den 14. Grad östlicher Länge hinaus erweitert, obwohl sie als durch Ameisen ausgebreitete (myrmekochore) Art eigentlich ein schlechter Kolonisator sein sollte. Aber auch innerhalb des angestammten Verbreitungsgebiets wird seit einigen Jahren eine rapide Ausbreitung des Rankenden Lerchensporns beobachtet. Als Gründe werden einerseits Stickstoffanreicherung infolge von Luftverschmutzung, andererseits Klimaveränderungen hin zu milderen, frostärmeren Wintern angenommen.
Der Rankende Lerchensporn gedeiht auf halbschattigen Waldlichtungen, Kahlschlägen und an Waldrändern auf kalkarmen (sauren), frischen Böden. Der Rankende Lerchensporn liegt dem Unterwuchs atlantisch getönter Wald- und Saumgesellschaften auf, beispielsweise rasigen Beständen der Draht-Schmiele in lichtem Kiefern- oder Eichen-Birkenwald. In Schlagfluren mit Pioniervegetation, etwa mit dem Schmalblättrigen Weidenröschen, bildet Ceratocapnos claviculata sogar die Assoziations-Charakterart der Pflanzengesellschaft Epilobio-Corydaletum claviculatae R. Tx. 1937. Darüber hinaus kommt er aber auch in Pflanzengesellschaften der Ordnung Origanetalia oder des Verbands Alliarion vor.

## Systematik
Die Erstveröffentlichung erfolgte 1753 unter dem Namen (Basionym) Fumaria claviculata durch Carl von Linné in Species Plantarum, Tomus II, S. 701. Das Artepitheton claviculata bedeutet „mit Ranken versehen“. Die Neukombination zu Ceratocapnos claviculata erfolgte 1984 durch Magnus Lidén in Anales del Jardín Botánico de Madrid, Volume 41, S. 221. Ein weiteres Synonym für Ceratocapnos claviculata ist Corydalis claviculata (L.) DC. Die von der Gattung Corydalis abgetrennte Gattung Ceratocapnos Durieu umfasst insgesamt drei Arten.
Für Ceratocapnos claviculata gibt es je nach Autor etwa zwei Unterarten:
- Ceratocapnos claviculata (L.) Lidén subsp. claviculata: Die oberirdischen Pflanzenteile sind blau bereift, die Blütenhüllblätter sind weiß.[3]
- Ceratocapnos claviculata subsp. picta (Samp.) Lidén (Syn.: Corydalis claviculata var. picta Samp.): Die oberirdischen Pflanzenteile sind nicht blau bereift, die äußeren Blütenblätter sind rosa-violett.[3] Dieser Endemit kommt nur im nördlichen Portugal bei Vila Nova de Paiva vor.[9]